# Ministero dello sviluppo economico e del commercio
Il Ministero dello sviluppo economico e del commercio (in ucraino Міністерство економічного розвитку і торгівлі України?) è stato il dicastero del governo ucraino deputato allo sviluppo economico, alla regolazione dei prezzi, alla gestione di industrie, commercio e investitori e ai rapporti socio-economici con l'Unione europea.
Il ministero è stato costituito sulle ceneri del ministero dell'economia ucraino nel 2010.